# Remember Me
Remember Me är en romantisk dramafilm regisserad av Alen Coulter. Filmens manus är skrivet av Will Fetters och Jenny Lumet. Bland skådespelarna märks Robert Pattinson, Emelie de Ravin och Pierce Brosnan. Filmen hade premiär i USA den 12 mars 2010.

## Handling
I New York 1991 blir en elvaårig flicka, Ally Craig, i tunnelbanan vittne till hur hennes mor mördas. Hon blir skjuten i bröstet av två rånare. Tio år senare studerar Ally (Emilie de Ravin) på New York University och bor hos sin överbeskyddande pappa Neil (Chris Cooper) som arbetar som utredare.
Tyler Hawkins (Robert Pattinson) är en rebellisk 21-åring som går på NYU och arbetar i en bokaffär. Han har ett pressat förhållande till sin affärsman till far Charles (Pierce Brosnan) sedan hans bror Michael begått självmord. Charles har inte bra kontakt heller med sin dotter, Caroline (Ruby Jerins), och verkar knappt bry sig om henne, vilket påverkar Tyler som står sin syster väldigt nära.
En kväll hamnar Tyler och hans rumskompis Aidan (Tate Ellington) i trubbel med Neil. Senare ser Aidan Neil släppa av Ally på universitetet. Han smider snabbt en plan hur han ska kunna hämnas på den orättvisa kriminalaren: Tyler ska ha sex med Ally och därefter dumpa henne. Tyler går trots tvivel med på att träffa henne. Efter att ha varit tillsammans ett tag faller de för varandra. När Ally sover över hos Tyler utan att informera sin far uppstår ett familjebråk som slutar med att Neil slår Ally. Hon flyttar därefter in hos Tyler och Aidan. När Neil till slut hittar Allys gömställe, känner han igen Tyler och börjar bråka. Tyler provocerar Neil genom att erkänna Aidans illvilliga plan och hans egentliga anledning att träffa Ally. Han erkänner senare detta för Ally. Hon blir arg och lämnar Tyler för att återvända hem till sin far. Tyler och Ally har ingen kontakt förrän Aidan besöker Ally för att förklara att allt är hans fel och att Tyler är kär i henne.
Strax därefter blir Caroline retad av några flickor i hennes klass som tycker hon är ett missfoster. De klipper av hennes hår på ett födelsedagskalas och när de sedan retar henne i Tylers närhet blir han våldsam och hamnar i fängelset än en gång. Det enda positiva med detta är att Tyler och Charles börjar bygga upp en relation igen. Mot slutet av filmen ber Charles Tyler att träffa advokater på hans kontor. Tyler tittar ut ur fönstret på hans fars kontor över Manhattan, och när kameravyn blir större kan man se att kontoret är på 101:a våningen på World Trade Center. Det blir därefter avslöjat på svarta tavlan i Carolines skola att datumet är 11 september 2001. Tyler blir ett av de många offren i WTC terrorattacken. Ett bildmontage visar hur alla personerna vittnar om katastrofen.
Efter hans död visas små scener av alla personer ungefär ett år senare (Carolines hår har vuxit ut igen). En av dessa scener visar hur familjen står runt Tylers gravsten, med texten ”Loving Brother, Loving Son” ingraverat. I slutet har Caroline och Charles en bra relation. Aidan, som har Tylers namn tatuerat på sin arm, pluggar hårt i skolan. Filmen avrundas med att Ally tar tunnelbanan igen.

## Rollista
- Robert Pattinson som Tyler Hawkins
- Emilie de Ravin som Ally
- Pierce Brosnan som Charles (Tylers far)
- Chris Cooper som Neil Craig (Allys far)
- Lena Olin som Diane Hirsch (Tylers mor)
- Ruby Jerins som Caroline Hawkins (Tylers lillasyster)
- Gregory Jbara som Les Hirsch
- Tate Ellington som Aidan Hall
- Martha Plimpton som Helen Craig (Allys mor)
- Kate Burton som Janine
- Peyton List som Samantha
- Chris McKinney som Leo
- Wilmer Calderon som Carlos

## Låtar från filmen
- 1. Alien Lover av Luscious Jackson
- 2. Play On av Kottonmouth Kings
- 3. Kandles av National Skyline
- 4. Soft Shoulder av Ani Difranco
- 5. Have Mercy av Two Ton Boa
- 6. Hanging With The Wrong Crowd av Ed Harcourt
- 7. Why Did We Ever Meet av The Promise Ring
- 8. You Can See Me av Supergrass
- 9. Sea Of Teeth av Sparklehorse
- 10. Andvari av Sigur Ros
- 11. Parasol av The Sea And Cake
- 12. Soul Brother av Us3
- 13. Open Wide av Long Hind Legs
- 14. The Sun Keeps Shining On Me av Fonda

Låtar som inte ingår i filmens originella soundtrack men som fortfarande finns med i bland annat trailers är:
- 1. Daydream In Blue av I Monster
- 2. Breathe Me av Sia Furler